# Phatnotis
Phatnotis is een geslacht van vlinders van de familie Lecithoceridae.

## Soorten
- P. factiosa Meyrick, 1913
- P. legata Meyrick, 1913